# Nikanoria subpilosa
Nikanoria subpilosa är en stekelart som beskrevs av Zerova 1971. Nikanoria subpilosa ingår i släktet Nikanoria och familjen kragglanssteklar.
Artens utbredningsområde är Kazakstan. Inga underarter finns listade i Catalogue of Life.